# Oreca
A Oreca (Organization Exploration Compétition Automobiles) é uma equipe francesa de automobilismo e construtora de carros de corrida, fundada em 1973 e dirigida por Hugues de Chaunac, ex-gerente de equipe da F1 AGS. Oreca teve sucesso em muitas áreas do automobilismo. Desde o início dos anos 90, a equipe tem se concentrado em carros esportivos e carros GT. 

## Como equipe de auomobilismo

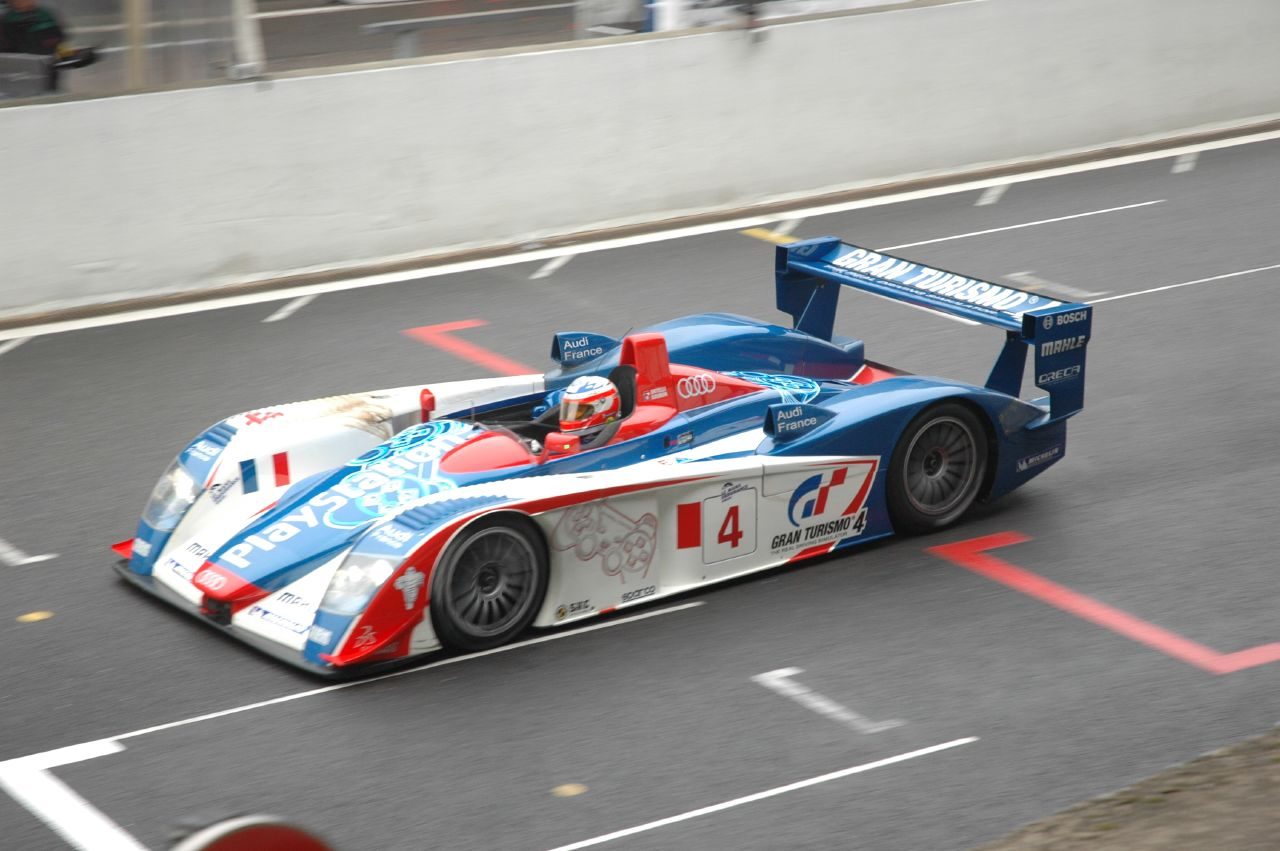
Audi R8 da equipe Oreca em 2005.

Nas décadas de 1970 e 1980, pilotos como Alain Prost, Jacques Laffite e Jean Alesi venceram o Campeonato Francês de Fórmula Três pela equipe um recorde 11 vezes .
Na década de 1990, Oreca operou uma BMW no Campeonato Francês de Supertouring. Ela também venceu o FIA GT Championship e as 24 Horas de Le Mans na classe GT2 com um Chrysler Viper GTS-R  e no geral para o Mazda 787B em 1991 , na segunda tentativa e primeira após uma década.
Além disso, a equipe preparou o Renault Clio S1600 para rali e venceu o troféu Andros Trophy com um Toyota Corolla dirigido por Alain Prost.

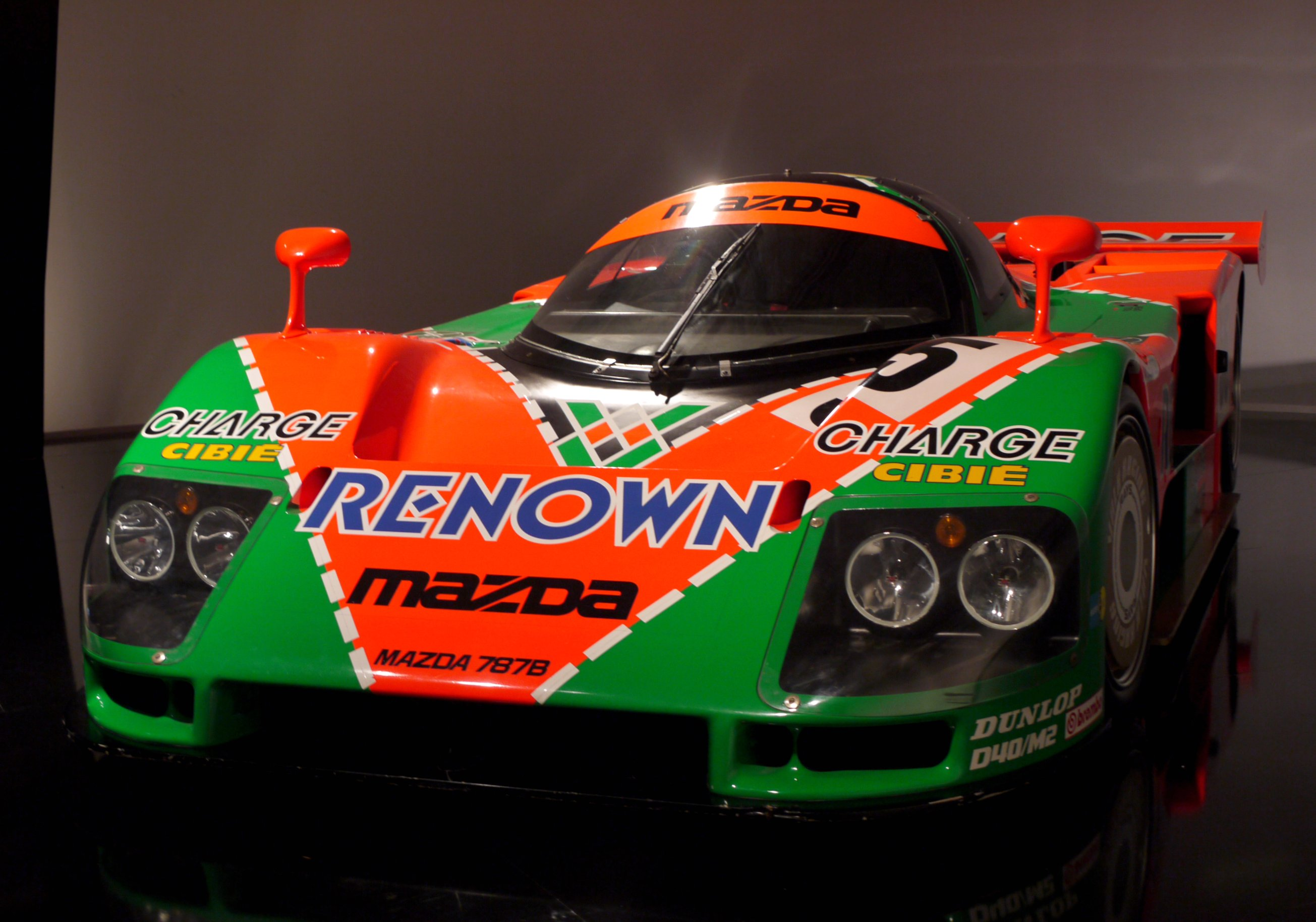
Mazda 787B, carro vencedor das 24 Horas de Le Mans de 1991, teve apoio de engenharia da fabricante francesa Oreca.

Nos anos 2000, a Oreca ajudou a Renault Sport na construção do novo Megane V6 para o Renault Eurocup Megane Sport e montou um Audi R8 nas 24 Horas de Le Mans de 2005 com o apoio da Audi France. Também em 2006, a Oreca administrou o Saleen S7R na Série Le Mans. O Oreca Saleen S7R já havia vencido a corrida de Spa-Francorchamps em Le Mans em 2006.
A Oreca trabalhou em estreita colaboração com a Dodge no Dodge Viper Competition Coupe, produzindo mais de 100 carros de clientes no período 2006-2007, para a especificação GT3.A Oreca entrou em uma especificação de cliente Peugeot 908 HDi FAP com ajuda 'Semi-works' para as 24 Horas de Le Mans 2010, bem como para o restante das corridas da Série Le Mans, recebendo honras gerais no Autódromo Internacional do Algarve e no campeonato geral à frente das equipes da fábrica da Peugeot.
Em 2011, Oreca venceu as 12 Horas de Sebring, apesar de ainda usar um carro com especificações de 2010 versus o novo para o Peugeot 908s de 2011.

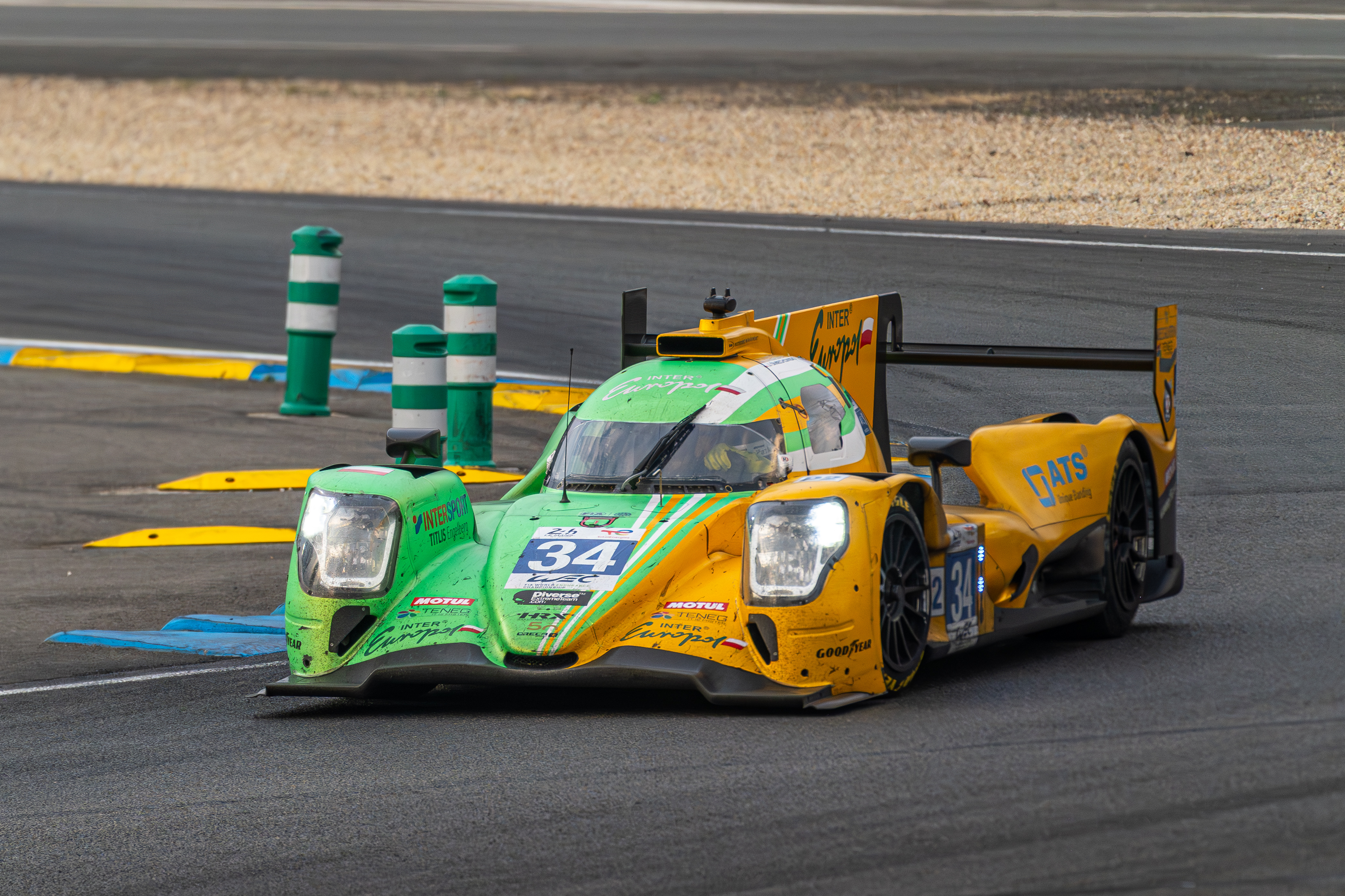
Protótipo LMP2 Oreca 07 desenhado pela fabricante francesa Oreca.

Em 2012, a Oreca foi selecionada para operar o carro Toyota TS030 Hybrid LMP1 com o apoio da Toyota Motorsport GmbH no Campeonato Mundial de Resistência da FIA (incluindo as 24 horas de Le Mans)  se estendendo por mais algumas temporadas com outros modelos como o Toyota TS040 Hybrid.

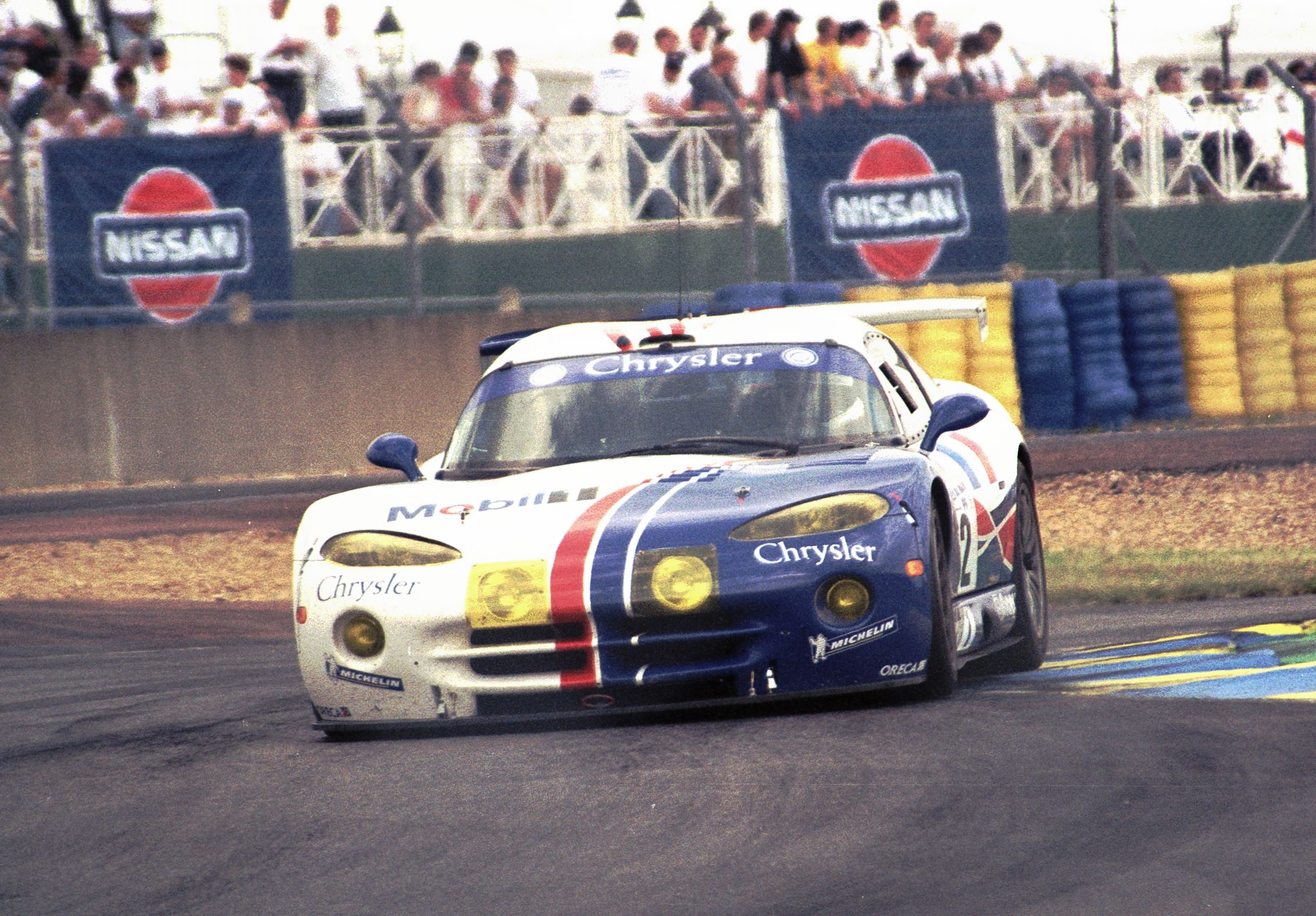
Dodge Viper GTS-R da equipe Oreca nas 24 Horas de Le Mans de 1999.